# Volná (Krasnodar)
Volná (del ruso: Волна) es un posiólok del raión de Temriuk del krai de Krasnodar del sur de Rusia. Está situado en la península de Tamán, en la orilla septentrional del mar Negro, entre el cabo Zhelezni Rog y el cabo Panagiya, 56 km al suroeste de Temriuk y 155 km al oeste de Krasnodar, la capital del krai.
Pertenece al municipio Tamánskoye.

## Historia
En 2018 se descubrió un casco corintio del siglo V a. C. en uno de los kurganes del yacimiento Volná-1, situado 4 km al norte de la localidad, en la colina Zelenskaya.

## Transporte
Junto a la localidad se halla el Puerto de Tamán, dedicado principalmente a la exportación de hidrocarburos, amoníaco y cereales.